# Caedocyon
Caedocyon es un género extinto de mamífero omnívoro (similar a un perro) de la familia de los Canidae que vivió en América del Norte durante el Oligoceno hace entre 30.8—20.6 millones de años aproximadamente.
Aunque un carnívoro, la dentición sugiere que este animal fue hipercarnívoro o mesocarnívoro.

## Taxonomía
Caedocyon fue nombrado por Wang (1994). Su especie tipo es Caedocyon Tedfordi. Fue asignado a Canidae por Wang (1994) y Munthe (1998).
Al igual que otros miembros antiguos y extintos de esta subfamilia, Caedocyon es una forma muy primitiva de cánido. Su posición dentro del estudio evolutivo de Hesperocyoninae no está clara. Sin embargo, se identifica por haber acortado los premolares superiores, agrandado los caniniformes superiores incisivos, así como la parte superior reducida de los molares. Su simple, alto premolar y la precisión de su oclusión sugieren una relación con Paraenhydrocyon. Representado por un único cráneo parcial.